# Torunos (Venezuela)
Pour les articles homonymes, voir Torunos.
Torunos est la capitale de la paroisse civile de Torunos de la municipalité de Barinas dans l'État de Barinas au Venezuela.